# سی۴ام‌آی‌ام
سی۴ام‌آی‌ام (به انگلیسی: C4mim) با فرمول شیمیایی C
۸H
۱۵N
۲+ یک ترکیب شیمیایی با شناسه پاب‌کم ۲۷۳۴۱۶۲ است. که جرم مولی آن ۱۳۹٫۲۱۸۱ g/mol می‌باشد. 